# Commanderie de Shipley

## Description géographique
La commanderie de Shipley se situe à Shipley dans le comté de Sussex.

## Historique
Vers 1125, Philip de Harcourt donna le manoir et l'église de Shipley à l'Ordre du Temple. De plus, en 1154, fut cédé également l'église de Sompting, à laquelle s'ajoutait la chapelle de Cokeham (cette dernière fut l'origine de conflits avec la famille de Bernehus, celle-ci ayant certains droits sur cet édifice).
La commanderie incluait également la chapelle de Knepp, sur laquelle les moines de Sele renoncèrent à leurs droits à la suite d'un accord intervenu en 1181.

## Commandeurs templiers
| Nom du commandeur  | Dates            |
| John de Hamedon    | vers 1247        |
| Thomas de la Fenne | vers 1288 - 1292 |
| William de Egendon | 1304 - 1308      |

## Possessions
La commanderie possédait donc un manoir, plusieurs autres bâtiments et chapelles, ainsi que des terres agricoles.
Il est probable également que la commanderie de Saddlescombe dépendait de celle de Shipley.